# Lil' Darlin'
Li'l Darlin' est un morceau de jazz composé par Neal Hefti et enregistré par l'orchestre de Count Basie dans l'album The Atomic Mr. Basie, les 21 et 22 octobre 1957. Ce titre mondialement connu, considéré comme un standard de jazz, reste au répertoire de l'orchestre jusqu'à la disparition de son leader.
C'est un arrangement pour big band exécuté sur tempo lent, voire très lent. Selon Hefti, ce thème était initialement prévu pour être joué sur tempo medium-rapide. C'est Count Basie qui choisit de changer le tempo.
Il a été interprété par de nombreux musiciens, comme Monty Alexander, George Benson, Freddie Green, Wes Montgomery ou Oscar Peterson. Cet air est devenu une chanson, dont les paroles en français ont été déposées à la SACEM par Frank Daniel, pseudonyme des critiques de jazz Frank Ténot et Daniel Filipacchi. Henri Salvador la popularise sous le nom de Count Basie.